# Liste der denkmalgeschützten Objekte in Tattendorf
Die Liste der denkmalgeschützten Objekte in Tattendorf enthält die 4 denkmalgeschützten, unbeweglichen Objekte der Gemeinde Tattendorf im niederösterreichischen Bezirk Baden.

## Denkmäler
| Foto |                 | Denkmal | Standort                                                 | Beschreibung | Metadaten |
| ---- | --------------- | --- | -------------------------------------------------------- | --- | --- |
| ja   | Datei hochladen | Pfarrhof HERIS-ID: 50692 Objekt-ID: 55925                                                                               | Kirchengasse 11 Standort KG: Tattendorf                  | Stattlicher zweigeschoßiger Bau in Formen des Romantischen Historismus, 2. Hälfte des 19. Jahrhunderts. | BDA-Hist.: Q38041650 Status: § 2a Stand der BDA-Liste: 2025-06-30 Name: Pfarrhof GstNr.: 6 |
| ja   | Datei hochladen | Aufnahmsgebäude Tattendorf, ehem. Toilettenanlage, Gütermagazin, Stellwerk, Wasserturm HERIS-ID: 58140 Objekt-ID: 68657 | Rechte Bahnzeile 1 Standort KG: Tattendorf               | Der gründerzeitliche Bahnhof Tattendorf wurde 1881 errichtet, ein Umbau 1978 durchgeführt. Das Aufnahmegebäude mit Fahrdienstleitung und Dienstwohnung sowie der zugehörige Wasserturm mit Pumpanlage zur Versorgung der Triebfahrzeuge wurde 1985 originalgetreu renoviert. | BDA-Hist.: Q38080667 Status: Bescheid Stand der BDA-Liste: 2025-06-30 Name: Aufnahmsgebäude Tattendorf, ehem. Toilettenanlage, Gütermagazin, Stellwerk, Wasserturm GstNr.: 145/2, 145/3, 145/4, 145/5, 145/7 Bahnhof Tattendorf - Aufnahmsgebäude, WC, Gütermagazin, Stellwerk, Wasserturm |
| ja   | Datei hochladen | Kath. Pfarrkirche hl. Maria im Elend mit ehem. Friedhof HERIS-ID: 50691 Objekt-ID: 55924                                | Kirchengasse 11 (Pfarrhaus), bei Standort KG: Tattendorf | Barocke Saalkirche mit gotischem Chor, nach 1873 durch Turmanlage erweitert. Die alte Kirche wurde 1683 zerstört, Neubau 1693 - 95, neugotischer Hochaltar | BDA-Hist.: Q38041640 Status: § 2a Stand der BDA-Liste: 2025-06-30 Name: Kath. Pfarrkirche hl. Maria im Elend mit ehem. Friedhof GstNr.: 4 Pfarrkirche Tattendorf |
| ja   | Datei hochladen | Pest-/Dreifaltigkeitssäule HERIS-ID: 65442 Objekt-ID: 78270                                                             | Standort KG: Tattendorf                                  | Dreifaltigkeitssäule auf Postament an der südlichen Langhausfassade der Pfarrkirche | BDA-Hist.: Q38110312 Status: § 2a Stand der BDA-Liste: 2025-06-30 Name: Pest-/Dreifaltigkeitssäule GstNr.: 4 |